# Фастівецька сільська рада
| Фастівецька сільська рада — колишній орган місцевого самоврядування у Фастівському районі Київської області з адміністративним центром у с. Фастівець. Сільській раді підпорядковані населені пункти: - с. Фастівець - с. Гвардійське - с. Клехівка |

## Склад ради
Рада складається з 16 депутатів та голови.

### Керівний склад ради
| ПІБ                            | Основні відомості                                                                  | Дата обрання | Дата звільнення |
| ------------------------------ | ---------------------------------------------------------------------------------- | ------------ | --------------- |
| Мелещенко Антоніна Никифорівна | Сільський голова, 1947 року народження, освіта, член Соціалістичної партії України | 26.03.2006   | 01.10.2008      |
| Колісниченко Надія Степанівна  | Сільський голова, 1961 року народження, освіта, позапартійна                       | 15.03.2009   | 31.10.2010      |
| Колісніченко Надія Степанівна  | Сільський голова, 1961 року народження, освіта вища, позапартійна                  | 31.10.2010   | 10.01.2020      |
| Короленко Юрій                 |                                                                                    |              |                 |

Примітка: таблиця складена за даними джерела